# Orimattila
Orimattila is een gemeente en stad in de Finse provincie Zuid-Finland en in de Finse regio Päijät-Häme. De gemeente heeft een landoppervlakte van 785,26 km² en telt 15.735 inwoners (2022).
In 2011 ging de gemeente Artjärvi op in Orimattila

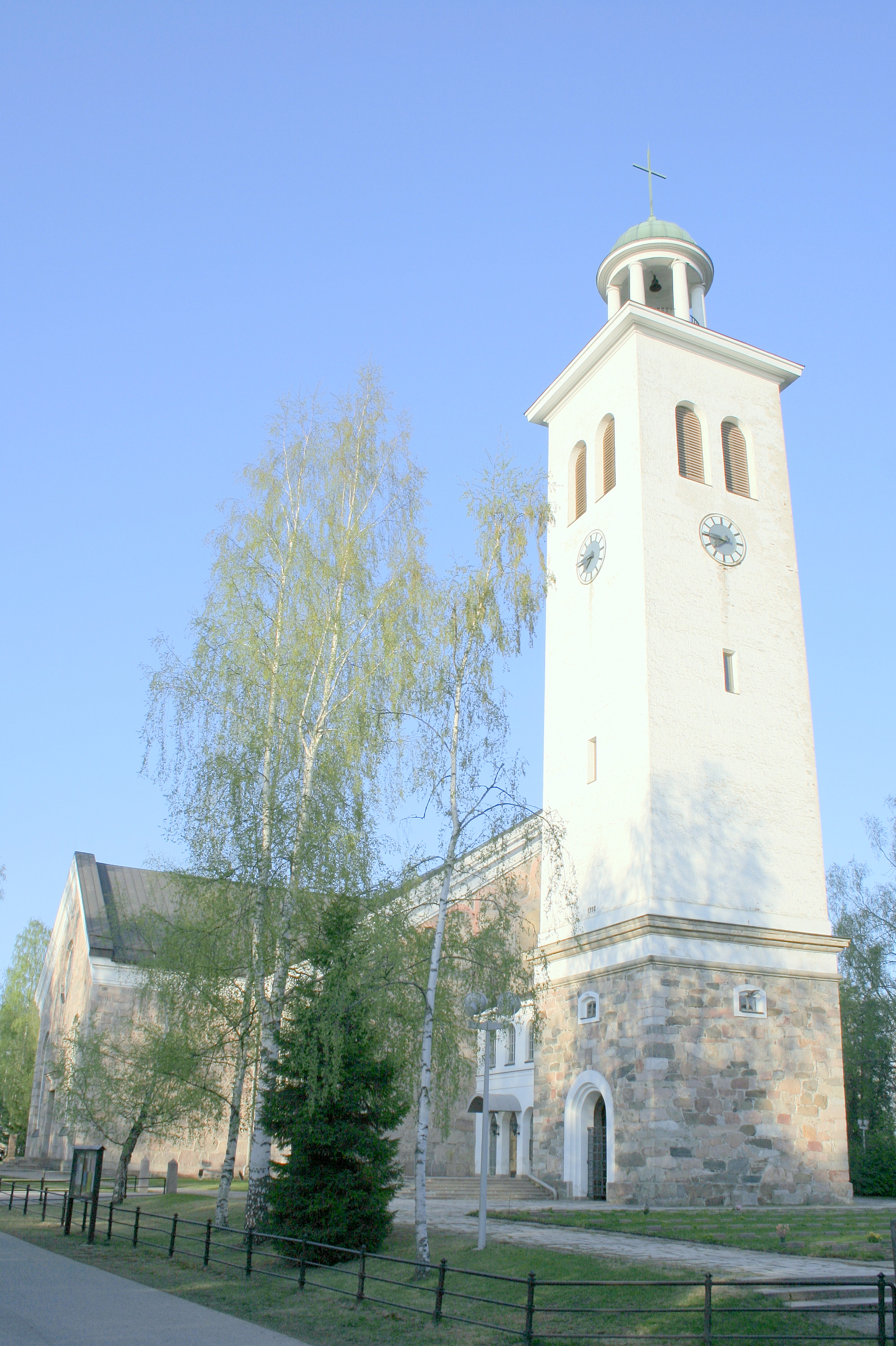
Kerk

Asikkala · Hartola · Heinola · Hollola · Kärkölä · Lahti · Orimattila · Padasjoki · Sysmä
Voormalige gemeenten:
Artjärvi · Hämeenkoski · Heinolan maalaiskunta · Nastola